# جبرين البكري
جبرين إلياس عابد البكري (أبو صالح؛ وُلد في 8 يناير 1961 في الخليل) سياسي وعسكري فلسطيني وأحد أعضاء حركة فتح ومجلسها الثوري. كان محافظًا لمحافظة نابلس بين عامي 2009 و2014، ولمحافظة بيت لحم بين عامي 2014 و2018، ولمحافظة الخليل بين عامي 2018 و2023.

## النشأة والتحصيل العلمي
وُلد جبرين إلياس عابد البكري في الخليل في 8 يناير 1961 لأسرة فلسطينية مُسلمة. حاصل على درجة البكالوريوس في اللغة الإنجليزية والتربية وعلم النفس من جامعة الخليل.

## الحياة العملية
ارتقى البكري في سلم المناصب حيث كان أثناء دراسته في جامعة الخليل رئيسًا لمجلس اتحاد الطلبة في الفترة 1983–1984.
اعتقلت إسرائيل البكري نحو 17 مرة، وأمضى في سجونها نحو 7 سنوات.
بعد تأسيس السلطة الوطنية الفلسطينية عام 1994، عُين مديرًا لمديرية الأمن الوقائي الفلسطيني في محافظة الخليل وبقي في المنصب 6 سنوات تقريبًا، ثم صار مديرًا للعمليات المركزية لجهاز الأمن الوقائي، ولاحقًا مساعد مدير عام جهاز الأمن الوقائي لشؤون التخطيط في الضفة الغربية. في عام 2008 تقاعد من الأمن الوقائي.
بعد انعقاد المؤتمر العام السادس لحركة فتح في أغسطس 2009، حصل على عضوية المجلس الثوري الفلسطيني وصار عضوًا فيه.
في 3 ديسمبر 2009 عُين محافظًا لمحافظة نابلس. وفي 31 مايو 2014 نُقل إلى محافظة بيت لحم وعُين محافظًا لها.
في 5 مارس 2020 اختير عضوًا في مجلس أمناء جامعة فلسطين التقنية "خضوري" في طولكرم بقرارٍ صادرٍ عن الرئيس الفلسطيني محمود عباس واستمر حتى 15 يناير 2023.
اعتبارًا من 1 أكتوبر 2018، تم تعيينه محافظًا لمحافظة الخليل. وفي 10 أغسطس 2023 أحاله الرئيس محمود عباس للتقاعد.

## أوسمة
في 17 أغسطس 2023، منحه الرئيس محمود عباس نجمة الاستحقاق من وسام دولة فلسطين.

## الحياة الشخصية
البكري متزوج وله 8 أبناء.